# Witsen (Patriziergeschlecht)
Das Patriziergeschlecht der Witsen (auch Witzen oder Wijtsen) war eine angesehene Amsterdamer Regentenfamilie.

## Historie
Die Ursprünge der Witsens liegen wahrscheinlich in Akersloot in Nordholland, wo Jacob Witsz Landbauer war und das Haus „de Noord“ besaß. Einer von dessen Abstammungen, Jacob Hendriksz Witsen (1500–1587), übersiedelte um 1557 nach Amsterdam, und war als Binnenschiffer tätig. Dessen Sohn Gerrit Jacobsz Witsen († 1626) wurde durch seine Handelstätigkeiten sehr wohlhabend, und als erster seiner Familie Mitglied in der Stadtregierung sowie Bürgermeister. Seine Nachkommen waren mit den bedeutenden Familien des Amsterdamer Patriziats verehelicht, so mit den Bicker, Reynst, Hudde, Oetgens van Waveren, Hooft, Huydecoper van Maarsseveen, De Hochepied, und konnten aufgrund dieser Familienbeziehungen ihren politischen Einfluss innerhalb der städtischen Oligarchie aufbauen und halten. Im Zeitraum des 17. und 18. Jahrhunderts erreichten Mitglieder der Familie diverse hohe Ämter des öffentlichen Lebens in der Republik der Vereinigten Niederlande. Die herausragende Persönlichkeit war Nicolaas Witsen (1641–1717), Bürgermeister und Regent von Amsterdam, Diplomat, Sammler, Publizist und als wissenschaftlich gebildeter Bürger Mentor von Zar Peter I. Die Familie Witsen wurde 1815 bei der Gründung des Königreiches der Vereinigten Niederlande als eine der wenigen vormaligen bedeutenden Patrizierfamilien nicht in den neuen Adel aufgenommen.

## Stammliste

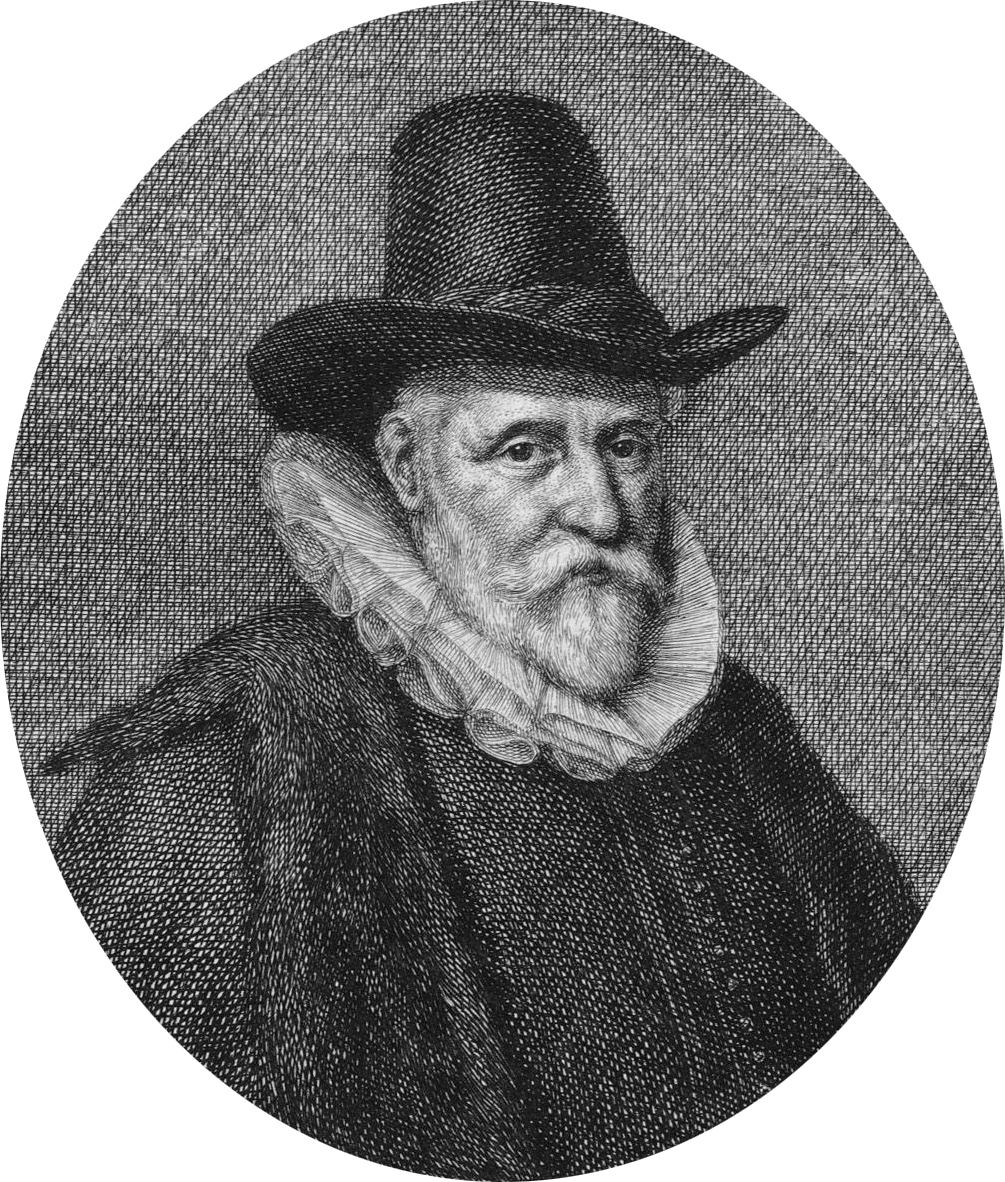
Michiel van Mierevelt: Gerrit Jacobsz Witsen († 1626)

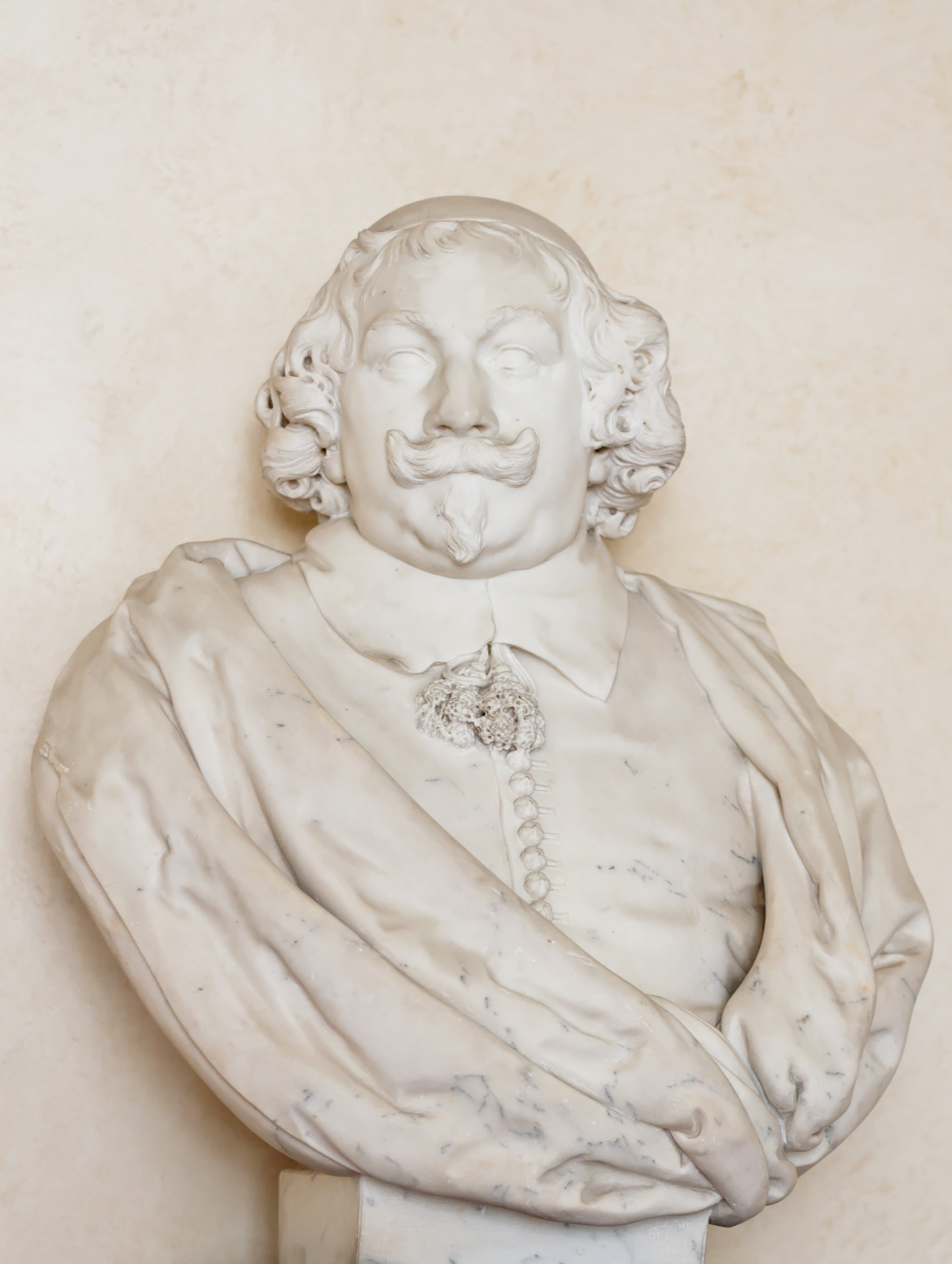
Artus Quellinus: Marmorbüste des Cornelis Jan Witsen, 1658

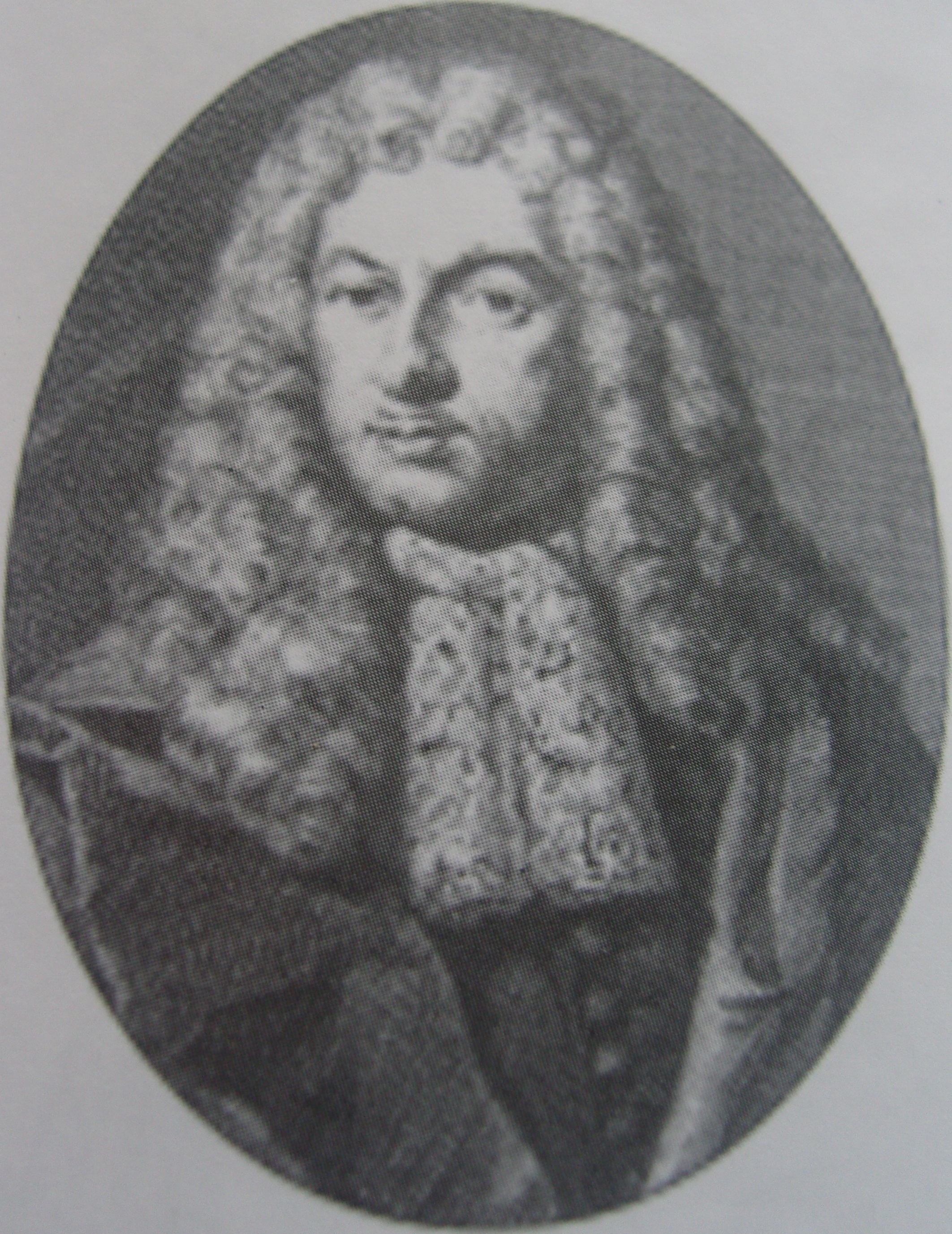
Nicolaes Witsen, 1680–1700

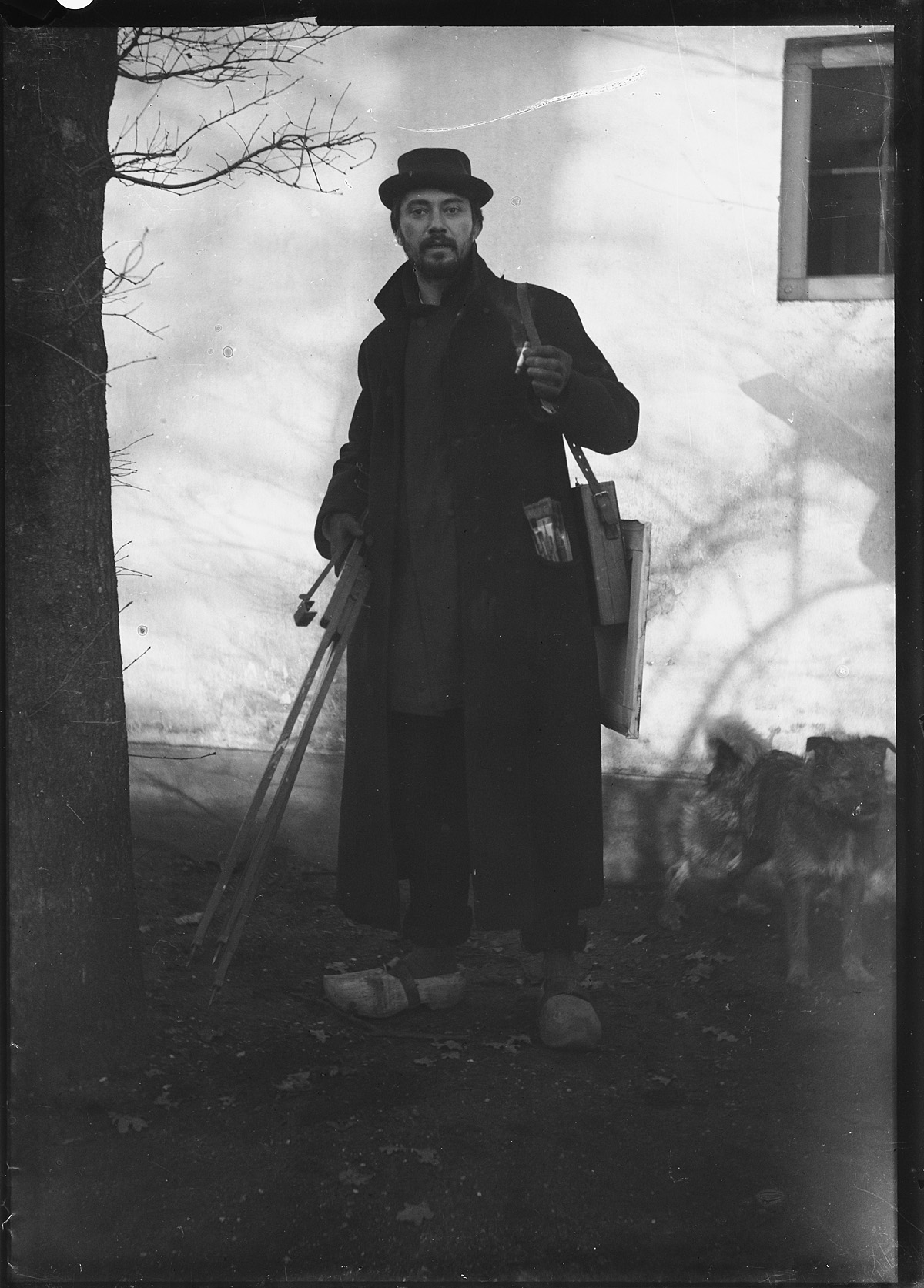
Selbstporträt von Willem Witsen (ca. 1893)

- Gerrit Jacobsz Witsen († 1626) war ein reicher Kaufmann mit Handelstätigkeiten in Frankreich, Portugal und auf der Ostsee. In den Jahren 1609, 1613 und 1618 wurde er zum Amsterdamer Bürgermeister ernannt. Der Künstler Michiel van Mierevelt hatte ein Porträt von ihm erschaffen.
- Cornelis Jacobsz Witsen († 1595) wurde nach der Alteratie von Amsterdam (1578) Schepen und Ratsherr.
  - Jonas Cornelisz Witsen (1566–1626) war in den Jahren 1619, 1623 und 1624 Bürgermeister von Amsterdam und Vorsteher bzw. Direktor (Bewindhebber) von der Noordsche Compagnie, der Compagnie op Nieuw-Nederland und der Niederländischen Westindien-Kompanie. Er führte Handel auf der Levante, in Palästina, in Guinea und gemeinsam mit seinem Bruder Jan und deren Onkel Gerrit in Russland. Witsen bewohnte ein Haus in der Amsterdamer Singel (130?) und war mit Weijntje Jansdr Swaeroogh verheiratet. Weiters spekulierte er mit Frans Hendricksz Oetgens van Waveren und Barthold Cromhout bei der Dritten Vergrößerung Amsterdams, vornehmlich im Gebiet des Haarlemmerdijk und bei den Westelijke Eilanden. Gemeinsam mit Volkert Overlander wurde er als Kapitän der Amsterdamer Bürgergarde von Cornelis van der Voort gemalt.[2] Witsens Tochter Marritje oder Maria Witsen (1597–1683) war mit Gerrit Hudde verheiratet; sie bewohnten ebenfalls ein Stadthaus an der Singel. Der bedeutende Regent und Mathematiker Johann van Waveren Hudde war deren Sohn gewesen.
    - Cornelis Witsen (1599–1646) verreiste im Jahre 1640 gemeinsam mit Salomon Sweers in den Osten; im Jahre 1641 erfüllte er seine Aufgabe als Raad van Indië. In den Jahren 1642 und 1644 war er einer der Auftraggeber einer Expedition des Abel Tasman gewesen. Seinen letzten Posten hatte er als Gouverneur von Banda inne.[3]
    - Jan (1603–1636?) verstarb unverheiratet
    - Jacob (* 1605)

  - Jan Cornelisz Witsen (1569–1636) verheiratete sich im Jahre 1597 mit Margrieta Oetgens. Dieser Ehe entstammten die beiden Töchter Petronella und Maria und ein Sohn:
    - Cornelis Jan Witsen (1605–1669) war ein Amsterdamer Bürgermeister und Vorsteher der Niederländischen Westindien-Kompanie sowie Diplomat.
      - Jan Witsen (1636–1676) blieb unverheiratet; Amsterdamer Stadtsekretär; führte eine prächtige Sammlung von Raritäten.[4]
      - Lambert Cornelisz Witsen (1638–1697) war ein Kapitän und Ritter des Französischen Ordens. Aus seiner Ehe mit Sara Nuijts, welche durch Caspar Netscher gemalt wurde,[5] entsprangen elf Kinder.
        - Lambert Witsen (1681–1746) war der letzte aus der Familie Witsen, welcher das Stadthaus in der Keizersgracht Nr. 327 bewohnte. Als Kunstsammler stand er im Besitz von 82 Ölgemälden.
        - Nicolaes (II) Witsen (1682–1746) verheiratete sich im Jahre 1704 mit Anna Catharina Tulp, Besitzerin der Tulpenburg. Nach deren Tod heiratete er Johanna Eleonora Huydecoper van Maarsseveen. Der bücherinteressierte Nicolaas erbte die Bibliothek seines Onkels Nicolaas Witsen.
          - Nicolaes Witsen (III) (1709–1780)
          - Lambert Witsen (* 1721)

      - Nicolaes (I) Witsen (1641–1717) war Bürgermeister und Regent von Amsterdam, Diplomat, Politiker, Sammler, Publizist und als wissenschaftlich gebildeter Bürger Mentor von Zar Peter I.
      - Cornelis Witsen (1645–1680) blieb unverheiratet; war Kapitän der niederländischen Streitkräfte
      - Jonas Witsen (1647–25/9/1675) war (gemeinsam mit Jacob de Graeff, Gerbrand Pancras, Sybrant Valckenier und Pieter Schaep) einer der Grundsteinleger des Stadthauses op de Dam. Witsen war weitgereist und kulturell gebildet; weiters besaß er Gemälde von Jan Lievens.
        - Jonas Witsen (1676–1715) war ein Kunstsammler und Plantagenbesitzer in Suriname, in welchen Besitz er durch die Heirat mit Elisabeth Basseliers kam. Als Amsterdamer Bürgermeister residierte er in einem Stadthaus in der Keizersgracht Nr. 674; seine zweite Ehefrau war Isabella Maria Hooft.
          - Jonas Witsen (1705–1767) Ratsherr der Admiralität des Noorderkwartiers; gemeinsam mit seiner Ehefrau Alberta Maria Pels bewohnte er Keizersgracht 672, das Museum Van Loon.
            - Jonas Witsen (1733–1788) verheiratet mit Anna Maria van Marselis; das Ehepaar bewohnte ein Haus in der Gouden Bocht; im Jahre 1770 verkaufte er vier seiner Plantagen in Suriname.
              - Jonas Witsen (1765–1795) war mit der Schauspielerin Johanna Susanna van der Stel verheiratet
                - Jonas Witsen (1795–1877) verheiratete sich mit Helena Meijlant
                  - Jonas Jan Witsen (* 1819) verheiratete sich mit Jacoba Elisabeth Bonekamp
                    - Willem Witsen (1860–1923) war ein niederländischer Künstler und mit einer Tochter des Schriftstellers Johannes van Vloten verheiratet.

          - Nicolaas Witsen Jonasz (1707–1739) heiratete im Jahre 1734 Constantia Hooft; das Ehepaar bewohnte Herengracht Nr. 550. Seine Tochter Hester Witsen (1736–1771) war mit Pieter Elias verheiratet.

## Wappen
- Wapenschild:

Geviert: 1 und 4 in Silber 3 Eicheln rot, grün gestielt, Stiele nach unten; 2 und 3 in Blau ein silberner Schwan mit einem Ring um den Hals.
- Wappenführer:

Gerrit Jacobsz Witsen († 1626), Großhandelskaufmann, Amsterdamer Bürgermeister, Leiter der Partei der harten Calvinisten (harde Calvinisten) oder alte Geusen (oude Geuzen).